# Volkswirt
Volkswirte (in der Schweiz Volkswirtschaftler) sind Absolventen eines Studiums der Volkswirtschaftslehre. Sie gehören zur Gruppe der Wirtschaftswissenschaftler.

## Ausbildung
Das Studium der Volkswirtschaftslehre erfolgt hauptsächlich an Universitäten. Daneben ist es auch an einigen Fachhochschulen möglich, (Angewandte) Volkswirtschaftslehre zu studieren.
Seit Beginn des Bologna-Prozesses im Jahr 1999 besteht das Studium aus einem grundständigen Bachelorstudiengang (Abschluss B. A. oder B. Sc.) mit einer Regelstudienzeit von sechs Semestern, an den ein viersemestriges Masterstudium (M. A., M. Sc.) angeschlossen werden kann. Das Bachelorstudium umfasst vor allem die Grundlagenfächer wie Mikro- und Makroökonomie, Wirtschaftsmathematik, Wirtschaftsrecht und Ökonometrie. Im Masterstudium kommen Fächer wie Wirtschaftspolitik, Wirtschaftstheorie und Finanzwissenschaft sowie Wahlpflichtfächer (wie Wirtschaftsgeschichte oder Wirtschaftsinformatik) hinzu, die eine Schwerpunktsetzung ermöglichen. Wenn die Voraussetzung der jeweiligen Promotionsordnung erfüllt sind (z. B. guter Masterabschluss), kann an Universitäten und gleichgestellten Hochschulen danach mit einer wirtschaftswissenschaftlichen Dissertation eine Promotion angestrebt werden.
Vor dem Bologna-Prozess bestand das Studium im deutschsprachigen Raum üblicherweise aus einem durchgängigen Studiengang. Mit dessen Abschluss wurde in der Regel in Deutschland ein Diplom (an Fachhochschulen mit dem Zusatz „(FH)“), in Österreich ein Magister und in der Schweiz ein Lizenziat erworben.
Das Studium der wirtschaftlichen Wissenschaften erlangte um 1850 eine größere Popularität. Die „Volkswirtschaftslehre“ wurde zunächst in bestehende Studiengänge wie den Studiengang Nationalökonomie eingegliedert. 1923 wurde der Studiengang Nationalökonomie angepasst und in den Studiengang Volkswirtschaftslehre inklusive des akademischen Abschlussgrads Diplom-Volkswirt umgewandelt. Damit sollte den Bedürfnissen der Wirtschaft mehr entsprochen werden. In Anlehnung an den Diplom-Volkswirt wurde 1924 der akademische Grad Diplom-Kaufmann eingeführt (siehe dazu den Artikel Historische Entwicklung des Diplom-Kaufmanns).

## Berufsfeld
Die meisten Volkswirte arbeiten in Unternehmen der freien Wirtschaft wie Banken und Versicherungen. Häufig ist auch eine Beschäftigung bei Unternehmensberatungen, Verbänden, Gewerkschaften, Kammern (wie IHK, HWK, WKO) sowie in der öffentlichen Verwaltung. Ein kleinerer Teil der Absolventen bleibt in der Wissenschaft.
Außerdem können Volkswirte nach entsprechender Prüfung angestellt oder freiberuflich als Steuerberater und Wirtschaftsprüfer tätig werden.
Im Jahr 2005 gab es in Deutschland zirka 100.000 erwerbstätige Volkswirte. Von 1999 bis 2011 erhöhte sich die Anzahl der beschäftigten Volkswirte in sozialversicherungspflichtigen Arbeitsverhältnissen, also ohne Selbständige, von 65.989 auf 92.653.